# M22
M22 (NGC6656) е кълбовиден звезден куп, разположен по посока на съзвездието Стрелец, близо до ядрото на Галактиката. Той е един от най-ярките купове, видими с просто око, с видима звездна величина +6.17.
Купът е открит от немския астроном Абрахам Ииле през 1665, а през 1764 е включен от Шарл Месие в неговия каталог на звездоподобните обекти.
Купът е един от първите, чиито физични характеристики са подробно изучени, от Харлоу Шепли, през 1930, и по-късно от Халтон Арп и Уилиям Мелбърн през 1959, поради многобройната звездна популация от последователността на червените гиганти, подобна на популацията на Омега Кентавър.
Намира се на 10 600 св.г. от Земята. Ъгловият му диаметър е 32', което отговаря на линеен диаметър от около 100 св.г.. Познати са ни около 32 променливи звезди от купа. Възрастта му се оценява на 12 млрд. години.
На 4 октомври 2012 г. мериканските астрономи обявяват откриването на две отделни черни дупки в звездния куп.